# Mission (Wisconsin)
Mission es un lugar designado por el censo ubicado en el condado de Jackson en el estado estadounidense de Wisconsin. En el Censo de 2020 tenía una población de 297 habitantes y una densidad poblacional de 206,25 habitantes por km².
Se encuentra a 9,7 km de Black River Falls. Fue incluido como CDP en el censo de 2020.

## Geografía
Mission se encuentra ubicado en las coordenadas 44°20′46″N 90°45′18″O / 44.34611, -90.75500. Según la Oficina del Censo de los Estados Unidos, tiene una superficie total de 1,44 km², todos  correspondientes a tierra firme.